# Paradromulia xylinopa
Paradromulia xylinopa är en fjärilsart som beskrevs av Edward Meyrick 1889. Paradromulia xylinopa ingår i släktet Paradromulia och familjen mätare. Inga underarter finns listade i Catalogue of Life.